# Barbara Skierska
Barbara Skierska (ur. 2 sierpnia 1928 w Siemienicach, zm. 13 lipca 1978 w Gdańsku) – polska entomolog.

## Życiorys
Stopień magistra uzyskała w 1952 na Uniwersytecie Mikołaja Kopernika w Toruniu. Tamże uzyskała doktorat (w 1962) i habilitację (w 1973). W 1974 została docentem w Instytucie Medycyny Morskiej i Tropikalnej w Gdyni.
Zajmowała się akaroentomologią medyczną, a szczególnie faunistyką i ekologią stawonogów o znaczeniu sanitarnym i epidemiologicznym (synantropijne Muscidae, Simuliidae, Siphonaptera, Ixodidae, drobne Acari). Badała możliwości zastosowania entomofilnych nicieni z rodzaju Neoaplectana w zwalczaniu stawonogów szkodliwych dla zdrowia. Wykryła 3 gatunki Culicidae oraz 12 gatunków Ceratopogonidae nowych dla
fauny Polski. W dorobku miała 88 publikacji, w tym 4 rozdziały książek i 2 zeszyty z serii „Klucze do oznaczania owadów Polski”.
W latach 1960–1972 była sekretarzem Ogólnopolskiego Zespołu Dipterologów, wiceprzewodniczącą oraz przewodniczącą gdańskiego oddziału Polskiego Towarzystwa Entomologicznego. Należała też do American Mosquito Control Association. Od stycznia 1978 do śmierci była kierowniczką Zakładu Parazytologii Tropikalnej IMMiT
Odznaczona Srebrnym Krzyżem Zasługi (1974) i Odznaką „Za Wzorową Pracę w Służbie Zdrowia” (1977).
Pochowana w Gdańsku-Wrzeszczu na cmentarzu Srebrzysko (rejon I, groby rodzinne C, grób 58).

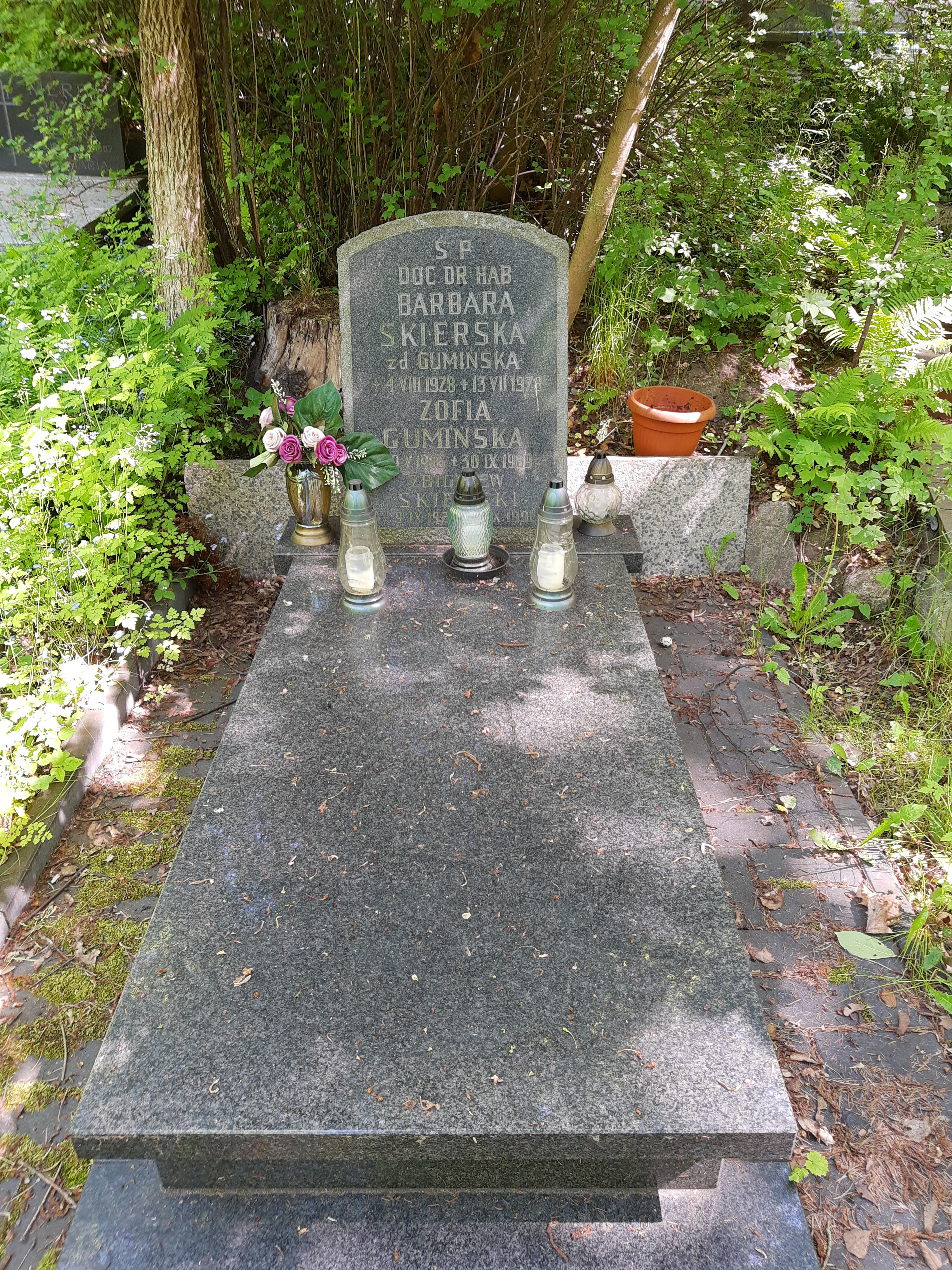
Grób doc. Barbary Skierskiej na cmentarzu Srebrzysko